# Tubungan
Tubungan ist eine philippinische Stadtgemeinde in der Provinz Iloilo. Sie hat 22.449 Einwohner (Zensus 1. August 2015). Tubungan liegt 42 Kilometer von Iloilo City entfernt.

## Baranggays
Tubungan ist politisch in 48 Baranggays unterteilt.
| - Adgao - Ago - Ambarihon - Ayubo - Bacan - Bagunanay - Badiang - Balicua - Bantayanan - Zone I (Pob.) - Zone II (Pob.) - Zone III (Pob.) - Batga - Bato - Bikil - Boloc | - Bondoc - Borong - Buenavista - Cadabdab - Daga-ay - Desposorio - Igdampog Norte - Igdampog Sur - Igpaho - Igtuble - Ingay - Isauan - Jolason - Jona - La-ag - Lanag Norte | - Lanag Sur - Male - Mayang - Molina - Morcillas - Nagba - Navillan - Pinamacalan - San Jose - Sibucauan - Singon - Tabat - Tagpu-an - Talento - Teniente Benito - Victoria |